# Zárate, Mexiko
Zárate är en ort i Mexiko.   Den ligger i kommunen Morelos och delstaten Michoacán de Ocampo, i den centrala delen av landet, 240 km väster om huvudstaden Mexico City. Zárate ligger 2 358 meter över havet och antalet invånare är 314.
Terrängen runt Zárate är kuperad. Runt Zárate är det ganska tätbefolkat, med 96 invånare per kvadratkilometer. Närmaste större samhälle är Puruándiro, 17,4 km väster om Zárate. I omgivningarna runt Zárate växer huvudsakligen savannskog.